# Nelson Blanco
Nelson Blanco Flores (San Miguel, El Salvador; 17 de agosto de 1999) es un futbolista salvadoreño. Juega de centrocampista y su equipo actual es el San Antonio FC de la USL Championship estadounidense. Es internacional absoluto por la selección de El Salvador desde 2021.

## Trayectoria
Blanco comenzó su carrera en los Estados Unidos en las inferiores del D.C. United. En 2017 fichó por el North Carolina FC de la North American Soccer League.
En marzo de 2021, tras un paso por el San Diego 1904 y el Oakland Roots, Blanco regresó al North Carolina, esta vez en la USL League One.

## Selección nacional
Debutó por la selección de El Salvador el 6 de noviembre de 2021 ante Bolivia por un amistoso.
Fue citado a la Copa de Oro de la Concacaf 2023.

### Participaciones en copas continentales
| Copa                            | Sede                    | Resultado  |
| ------------------------------- | ----------------------- | ---------- |
| Copa de Oro de la Concacaf 2023 | Estados Unidos · Canadá | En Disputa |

## Clubes
Actualizado al último partido jugado el 27 de octubre de 2024.
| North Carolina Football Club Estados Unidos | 2.ª                 |                     |     |   |   |   |   |   |     |   |
| North Carolina Football Club Estados Unidos | 2.ª                 | 2017                |     |   |   |   |   |   |     |   |
| North Carolina Football Club Estados Unidos | 2.ª                 | 2018                | 4   | 0 | 1 | 0 | - | - | 5   | 0 |
| North Carolina Football Club Estados Unidos | Total               | Total               | 4   | 0 | 1 | 0 | 4 | 0 | 5   | 0 |
| San Diego 1904 FC Estados Unidos            | 3.ª                 | 2019-20             | 6   | 1 | - | - | - | - | 6   | 1 |
| San Diego 1904 FC Estados Unidos            | Total               | Total               | 6   | 1 | 0 | 0 | 0 | 0 | 6   | 1 |
| Oakland Roots SC Estados Unidos             | 3.ª                 | 2020                | 2   | 0 | - | - | - | - | 2   | 0 |
| Oakland Roots SC Estados Unidos             | Total               | Total               | 2   | 0 | 0 | 0 | 0 | 0 | 2   | 0 |
| North Carolina Football Club Estados Unidos | 3.ª                 | 2021                | 27  | 0 | - | - | - | - | 27  | 0 |
| North Carolina Football Club Estados Unidos | 3.ª                 | 2022                | 23  | 0 | 1 | 0 | - | - | 24  | 0 |
| North Carolina Football Club Estados Unidos | 3.ª                 | 2023                | 30  | 0 | 1 | 0 | - | - | 31  | 0 |
| North Carolina Football Club Estados Unidos | 2.ª                 | 2024                | 4   | 0 | 2 | 0 | - | - | 6   | 0 |
| North Carolina Football Club Estados Unidos | Total               | Total               | 84  | 0 | 4 | 0 | 0 | 0 | 88  | 0 |
| San Antonio Football Club Estados Unidos    | 2.ª                 | 2024                | 17  | 0 | - | - | - | - | 17  | 0 |
| San Antonio Football Club Estados Unidos    | 2.ª                 | 2025                |     |   |   |   |   |   |     |   |
| San Antonio Football Club Estados Unidos    | Total               | Total               | 17  | 0 | 0 | 0 | 0 | 0 | 17  | 0 |
| Total en su carrera                         | Total en su carrera | Total en su carrera | 113 | 1 | 5 | 0 | 0 | 0 | 118 | 1 |
| (2) No incluye goles en partidos amistosos. |                     |                     |     |   |   |   |   |   |     |   |

Reservas
| Club                 | País           | Año         |
| -------------------- | -------------- | ----------- |
| Arlington SA         | Estados Unidos | - 2014      |
| D. C. United Academy | Estados Unidos | 2015 - 2017 |

### Selección nacional
| Selección                                      | Año                 | Partidos | Goles |
| ---------------------------------------------- | ------------------- | -------- | ----- |
| El Salvador                                    |                     |          |       |
| 2021                                           | 3                   | 0        |       |
| 2022                                           | 4                   | 0        |       |
| 2023                                           | 3                   | 0        |       |
| 2024                                           | 9                   | 0        |       |
| Total en su carrera                            | Total en su carrera | 19       | 0     |
| Estadísticas hasta el 18 de noviembre de 2024. |                     |          |       |

## Palmarés

### Títulos nacionales
| Título         | Equipo               | País           | Año  |
| -------------- | -------------------- | -------------- | ---- |
| USL League One | North Carolina F. C. | Estados Unidos | 2023 |